# Nicole Le Douarin
Nicole Marthe Le Douarin (Lorient, 20 agosto 1930) è una biologa francese nota per i suoi studi sull'embriologia del sistema nervoso e immunitario dei vertebrati.
Pioniera del metodo di innesto su embrioni di quaglia e pollo, ha sottolineato in particolare la migrazione durante lo sviluppo delle cellule della cresta neurale, nonché l'importanza dei segnali chimici a cui sono esposte queste cellule.

## Primi anni
Le Douarin nacque in Francia nel 1930. Nel 1944 fu costretta ad abbandonare la sua città natale e a frequentare un collegio a Nantes per sfuggire all'invasione delle forze tedesche durante la seconda guerra mondiale. Dopo la guerra tornò a Lorient dove si laureò nel 1949. Nel 1954 si laureò alla Sorbona in scienze naturali.

## Carriera
Dopo alcuni anni di insegnamento presso una scuola locale divenne ricercatrice presso il laboratorio di Etienne Wolff, allora direttore dell'Istituto di embriologia presso il Centre national de la recherche scientifique (CNRS). Nel 1964 conseguì il dottorato con una tesi riguardante i fattori ontogenetici coinvolti nello sviluppo precoce del fegato e del tratto digestivo degli embrioni aviari, e nel 1966 si trasferì a Nantes con suo marito per lavorare presso l'università della città. Nonostante le difficoltà (alle coppie sposate non era consentito lavorare insieme nello stesso laboratorio), Le Douarin continuò imperterrita le sue ricerche sulle interazioni endodermiche e mesodermiche nello sviluppo di embrioni aviari. La sua ricerca la condusse a domandarsi se gli strati germinali interspecifici (come quelli derivati da embrioni di pollo e quaglie) potessero comunicare induttivamente per sviluppare il normale tessuto epatico.
Dopo molti esperimenti riusciti atti ad innestare mesoderma di quaglia ed endoderma di pollo, Le Douarin notò che i nucleoli delle cellule mesenchimali di quaglia erano insolitamente sovradimensionati e densi rispetto ai nucleoli mesenchimali di pulcino. Dopo un'ulteriore revisione, si rese conto che tutte le cellule di quaglia, indipendentemente dall'età dello sviluppo, avevano una grande porzione di eterocromatina associata al loro nucleo durante l'interfase del ciclo cellulare.
Nel 1975 fu promossa a direttrice dell'Istituto di embriologia del CNRS: in questo periodo iniziò a indagare su altre novità di sviluppo come l'ontogenesi della cresta neurale negli embrioni aviari. Nel 1980 pubblicò un articolo sulla rivista Nature in cui descriveva come fosse in grado di inserire una porzione di embrione neurale primordiale di quaglia in un embrione neurale primordiale di pollo. Inoltre dimostrò come fu in grado di creare una mappa delle migrazioni delle cellule della cresta neurale specificamente derivate dall'embrione di quaglia del donatore. Questo documento iniziale aprì la strada alla sua successiva scoperta della natura multipotente delle cellule indifferenziate della cresta neurale trattata nel suo articolo The Neural Crest del 1982. Tale pubblicazione le permise di entrare a far parte dell'Accademia francese delle scienze.

## Riconoscimenti e premi
Nel 1988 divenne la terza donna in 500 anni ad essere ammessa al Collège de France, nel 1989 divenne membro dell'Accademia statunitense delle scienze, nel 1990 della Royal Society e nel 2002 della Academy of Medical Sciences.
Ha ricevuto il premio Louis-Jeantet per la medicina e il premio Louisa Gross Horwitz.